# Jael Mons
Lo Jael Mons è una struttura geologica della superficie di Venere.